# آگامای سیاه
 آگامای سیاه(نام علمی: Laudakia melanura) نام یک گونه از زیرراسته ایگوآناسانیان است.